# Himna Ruske Federacije
Državna himna Ruske Federacije (ruski: Государственный гимн Российской Федерации, latinično: "Gosudarstvenni Gimn Rossijskoj Federacii") je naslov službene ruske državne himne. Njezini glazba i stihovi su preneseni iz himne Sovjetskog Saveza koju je skladao Aleksandar Aleksandrov, a napisali Sergej Mihalkov i Gabriel El-Registan. Sovjetska himna se koristila od 1944. zamjenjujući Internacionalu pjesmom više okrenutoj Rusiji. Himna je prvi put mijenjana, 1956. kako bi se uklonile reference na bivšeg sovjetskog vođu Josifa Staljina. Drugi je put mijenjana 1977. za Mihalkovljev tekst.

## Ruski tekst
Россия — священная наша держава,

Россия — любимая наша страна.

Могучая воля, великая слава —

Твоё достоянье на все времена!

Припев:

Славься, Отечество наше свободное,

Братских народов союз вековой,

Предками данная мудрость народная!

Славься, страна! Мы гордимся тобой!

От южных морей до полярного края

Раскинулись наши леса и поля.

Одна ты на свете! Одна ты такая —

Хранимая Богом родная земля!

Припев.

Широкий простор для мечты и для жизни

Грядущие нам открывают года.

Нам силу даёт наша верность Отчизне.

Так было, так есть и так будет всегда!
Припев

## Prijevod
Rusija — sveta naša država,

Rusija — mila naša zemlja.

Moćna volja, velika slava —

Tvoje su one za sva vremena!

Pripjev:

Da si slavna, domovino nam slobodna,

Bratskih naroda savezu vjekovni,

Mudrosti narodna od predaka dana!

Slavi se, zemljo! Ponosni smo tobom!

Od južnih mora do polarnog kraja

Pružile se naše šume i polja!

Jedna si na svijetu! Jedina si takva —

Od Boga čuvana rodna zemlja!

Pripjev.

Široke prostore za maštu i život

Buduća nama otkrivaju ljeta.

Silu nam daje vjernost očevini.

Tako bje, tako jest, i tako će biti uvijek!

Pripjev.